# Teho Teardo
Teho Teardo, pseudonimo di Mauro Teardo (Pordenone, 19 settembre 1966), è un musicista e compositore italiano noto anche per le colonne sonore di film e documentari.
Ha collaborato con molti artisti italiani ed internazionali, tra questi Nurse with Wound, Ramleh, Pacific 231, Cop Shoot Cop, Zeni Geva, Mick Harris, Blixa Bargeld, Alexander Bălănescu, James George Thirlwell, Motus e Chiara Guidi.

## Biografia

### 1985-1991: Mauro Teho Teardo tra cassette culture ed M.T.T. Records
Mauro Teho Teardo è attivo nella scena post-industriale italiana fin dagli anni ottanta, con la pubblicazione di album su cassetta di ispirazione avanguardistica, a cavallo fra "suono colto e distorsione effettistica". Nel 1985 pubblica il suo primo album su cassetta dal titolo The Birth Of The Day, dando così l'avvio anche alla propria etichetta, la M.T.T. Records, con la quale, ha prodotto molto materiale proprio ed altrui. Sempre in quegli anni cura, tramite l'etichetta M.T.T. Records, una serie di album compilazione dal titolo Osculum Infame, ai quali partecipano numerosi gruppi della scena italiana ed estera come Nurse With Wound, Massimo e Giancarlo Toniutti, Andrew Chalk, Ramleh, De Fabriek, Ost Morbi, F:A.R., Dead Relatives, Stefano Biasin, Suicide dada e Rivolta dell'odio.
Nel 1986 Teardo pubblicò, sotto la sigla M.T.T. il nastro Devayana, in cui compariva il brano The Fall Of The Flying House Of Usher From Goonia composto ed eseguito assieme a Pacific 231. La cassetta uscì anche nel Regno Unito per la Broken Flag, etichetta di Gary Mundy dei Ramleh. Nello stesso anno la M.T.T. Records pubblicò la cassetta Live At Zul, ristampata qualche mese dopo dalla Old Europa Cafe in occasione della pubblicazione di Coliga Matari entrambi firmati M.T.T. In questo anno Teardo produsse poi l'album di Stefano Biasin  '48-'86 e partecipò a compilazioni come Passions Organiques Vol. 2 (A.P.E.A.C., Organic, 1986) e Pianeti Di Lana 3 - Molteplice Enarmonico (Technological Feeling, 1986).
Nel 1987, sempre per la Broken Flag uscì Nothern Age, mentre la fanzine Requiem produsse e distribuì il nastro Abraxa. Partecipò poi alle compilazioni Never Say When (Broken Flag, 1987) curata da Peter McGhee dei Nurse With Wound, e The Storm Of The Passion curata da Alessandro Geo e Roberto Vicentini.
Durante questi anni Teardo lavorò al suo primo LP, che sarebbe dovuto uscire nel 1988 per la Multimedia Attack, che però interruppe le produzioni e chiuse i battenti. Il disco uscì due anni dopo con il titolo di Caught From Behind per la Minus Habens Records di Ivan Iusco, e vedeva la collaborazione dei Nurse With Wound e dei Ramleh, rappresentando così l'apice post-industriale del musicista, spesso caratterizzato da sonorità che si dilungano in echi ed accordi dal sapore orrorifico e neoromantico. Nel 1991 pubblicò poi uno split album condiviso con i Ramleh ed intitolato Crystal Revenge / Paid In Full (Minus Habens Records), in cui si sente già il germe dell'industrial rock che caratterizzerà il periodo successivo. Lo split 7" con gli Skullflower dello stesso anno confermerà poi la tendenza ad allontanarsi dalle sonorità post-industriali di matrice ambientale. Nel 1991 Teardo aveva già fondato il suo futuro progetto: I Meathead.

### 1992-2000: Meathead, Matera e Here
I Meathead, che inizialmente vedevano Tim Pantado al basso e sampler, Plastic Girl (ex HitlerSS e Waalt Diisneey Production) alla batteria e Valentine Dunmore alle percussioni e campionamenti su Atari, pubblicarono il loro primo album Street Knowledge nel 1992 per la romana Helter Skelter Records. Il disco proponeva un crossover tra alternative rock, industrial rock ed industrial hip hop in una miscela fatta spesso di percussioni metalliche, ritmiche campionate e chitarre taglienti. Parallelamente ai Meathead continua a muoversi con il vecchio pseudonimo: nello stesso anno pubblica poi brani a nome M.T.T. in compilazioni come TV Ch 009 (Old Europa Cafe), Sound From Hands (Minus Habens Records) e Stinky Horse Fuckers (Stinky Horse Fuck, 1993).
Nel 1993 i Meathead pubblicarono il 7" split Makin' Out With Satan / Outta My Face (Helter Skelter Records) condiviso con i Bewitched, mentre M.T.T. partecipò alla compilazione Punto Zero Numero 9/10 + Apocalisse Di Diamante curata da Giulio Tedeschi e pubblicata dalla Toast Records, in cui erano presenti band come Marlene Kuntz, No Strange, Steeplejack ed Effervescent Elephants, e poi a Stinky Horse Fuckers (Stinky Horse Fuck, 1993) in cui comparivano gruppi post industriali come Genocide Organ e Merzbow, confermando così la sua vocazione di questo periodo a mantenere una ambivalenza tra alternative rock e industrial.
Nel 1994 i Meathead passarono alla Sub/Mission Records con cui pubblicarono il CD Maxi Dick Smoker e poi l'album Bored Stiff, che vedeva la produzione di Paolo Favati. Sempre nel 1994 Teardo diede l'avvio al supergruppo Circus Of Pain, un progetto che includeva membri dei Meathead, dei Pankow e degli svizzeri Swamp Terrorists, e che si concretizzò nello stesso anno con l'album The Swamp Meat Intoxication (Sub/Mission Records) oltre che con un lungo tour europeo che prevedeva, nella stessa serata, concerti dei Meathead e degli Swamp Terrorists seguiti dalla performance dei Circus Of Pain. Nello stesso anno partì poi il progetto Meathead Against The World, con cui Teardo organizzò una serie di collaborazioni con band internazionali al fine di realizzare split 7" e/o brani composti in compartecipazione. Nel 1995 uscirono su Sub/Mission Records lo split con i Cop Shoot Cop intitolato Kill A Cop For Christ And Bring Us His Head, Show You Their Duelling Banjos condiviso con i giapponesi Zeni Geva, ancora Fill The Texas Pancake With Your Worst Fears con i Pain Teens e poi You Can Never Do To Us What We've Done To Ourselves composto assieme ai californiani Babyland. Nel '96 invece Dick Smoker Plus (Fused Coil) era composto assieme ai Cop Shoot Cop. Il progetto culminò nell'omonimo album del 1996, che raccoglieva le collaborazioni di questi due anni assieme a queste band. L'esperienza con i Meathead finì un anno dopo, in seguito alla pubblicazione di Protect Me From What I Want (F.A.D. Records, 1997), ma le relazioni nate in questi ultimi anni portarono Teardo a chiudere il millennio con una serie di nuove band: Nel 1996 aveva già avviato i Matera con Mick Harris (Scorn, Napalm Death), pubblicando l'album Same Here (Sub/Mission Records).
Nel 1997 Teardo si spostò a New York per dare avvio agli Here, una band formata assieme a Jim Coleman dei Cop Shoot Cop, con cui realizzò un album intitolato Brooklyn Bank, un singolo intitolato Apart e un EP intitolato A Bit Of Red EP, con diversi tour tra Europa e Stati Uniti che li videro partecipare al Beach Bum Festival di Jesolo. Sempre a New York collaborò con Lydia Lunch ad alcune registrazioni mai pubblicate, realizzando con lei alcuni concerti. In questi anni remixa brani di Girls Against Boys, CSC, Placebo, Lydia Lunch, Front 242, Rothko, Santo Niente, Marlene Kuntz e Fetish 69.

### 2000-2010: Le colonne sonore, Operator, Modern Institute
Nal 2000 Gabriele Salvatores chiese a Teardo di occuparsi delle musiche del suo nuovo film intitolato Denti. Si aprì così una nuova fase della carriera di Teardo, che negli anni a venire comporrà molte musiche per il cinema, per la televisione e per il teatro. Nel 2001 fondò gli Operator assieme a Scott McCloud dei Girls Against Boys, con cui pubblicò i singoli Welcome To The Wonderful World (Cargo Records, 2002) e Oh My! [I Need Money Bad] (Chronowax, 2002) e l'album Welcome To The Wonderful World (Remaë, 2002), che univa sperimentazioni elettroniche ad atteggiamenti decisamente più pop ed IDM. Sempre nello stesso anno inaugurò i Modern Institute assieme a Martina Bertoni dei Clobeda's, con cui realizzò l'EP Stairs, pubblicato all'interno della collana Domestic Landscapes curata dallo stesso Teardo per la Nail Records.
Tra il 2001 ed il 2002, con le musiche per la serie di 7 spettacoli ed installazioni del ciclo Rooms della compagnia teatrale Motus inaugura poi la sua relazione con il teatro di ricerca che proseguirà nel tempo con altre compagnie. Nel 2002 collaborò alla colonna sonora dei documentari di Guido Chiesa Alice è in paradiso e Sono stati loro - 48 ore a Novi Ligure, e nel 2003 per il film Il fuggiasco di Andrea Manni. Nel 2004 fu poi la volta di Lavorare con lentezza di Guido Chiesa, un film scritto in collaborazione con Wu Ming da cui fu estratta l'omonima colonna sonora su CD pubblicata da Radiofandango. Con queste musiche Teardo vinse poi il Nastro d'argento 2005. Fu però il 2006 che vide l'incontro determinante con Paolo Sorrentino: con lui Teardo realizzerà negli anni futuri una serie di importanti musiche da film e tra queste L'amico di famiglia nel 2006 che valse il suo secondo Nastro d'argento ed un Ciak d'oro per le musiche, e più tardi, nel 2008 le musiche de Il divo con cui vinse il David di Donatello, dopo essere stato candidato a quello dell'anno precedente con La ragazza del lago di Andrea Molaioli.
Il suo lavoro discografico aveva invece prodotto l'album Tower/Microphone (Final Muzik, 2005) e poi assieme al jazzista d'avanguardia Erik Friedlander (Masada, John Zorn, Zoar) Giorni Rubati (BiP_HOp, 2006), un album ispirato ai componimenti di Pier Paolo Pasolini. Nel 2008 produce l'album Better Days del gruppo musicale friulano Stayer, suonandovi anche synth e chitarra baritona.
Altre colonne sonore realizzate in questi anni furono La rabbia di Louis Nero, Il passato è una terra straniera di Daniele Vicari e La cosa giusta di Marco Campogiani. Nel 2009 ha vinto il Premio Ennio Morricone per il miglior compositore delle musiche al Bif&st di Bari per il film Il divo di Paolo Sorrentino.
Chiara Guidi della Socìetas Raffaello Sanzio lo coinvolge poi, assieme ad Alexander Bălănescu e Blixa Bargeld, nello spettacolo teatrale Ingiuria. Una sequenza utile per imprecare (2010). Questo spettacolo fornirà a Teardo rapporti importanti per il suo percorso artistico che si consolideranno nel decennio seguente.

### 2011-in poi: La Specula Records ed il nuovo progetto con Blixa Bargeld
Il decennio precedente si era chiuso con una nuova performance sonora intitolata Oh Hook e prodotta dal Festival di Santarcangelo 39, che vedeva Teardo indagare il rapporto tra spazio e suono, giocarndo con le risonanze naturali della grotta Teodorani. Al festival di Santarcangelo era poi presente, con un altro lavoro sonoro, anche James George Thirlwell. E fu proprio dalle registrazioni delle due performance, che nacque lo split 7" intitolato Santarcangelo (2011) che inaugurò la nuova etichetta discografica di Teho Teardo battezzata Specula. Negli anni a venire sarà questo il marchio su cui Teardo produrrà gran parte delle sue musiche. La raccolta di musiche per film Music, Film. Music uscì nel 2011 e conteneva anche parte della colonna sonora del film del 2010 Una vita tranquilla (regia di Claudio Cupellini), mentre nel 2013 uscì Music for Wilder Mann (Specula), ispirato al lavoro del fotografo Charles Fregér. L'album vedeva anche la partecipazione di alcuni compagni di viaggio di Teardo: Balanescu Quartet, Martina Bertoni, Julia Kent ed Erik Friedlander. Altre colonne sonore realizzate in questo periodo furono invece Il gioiellino (2011) di Andrea Molaioli, Rasputin (film 2011) (2011) di Louis Nero e Diaz - Don't Clean Up This Blood (2012) di Daniele Vicari, che valse a Teardo una nuova nomination per il David di Donatello 2013.
Nel 2013 inizia un importante sodalizio con Blixa Bargeld, fondatore e cantante degli Einstürzende Neubauten ed ex-chitarrista di Nick Cave and the Bad Seeds. Teardo in questo periodo si spostò a Berlino per registrare quello che poi diventerà il loro primo doppio album, intitolato Still Smiling (Specula, 2013). Il disco ottenne un grande successo di critica, tanto che Ondarock lo definì "semplicemente irresistibile, un autentico lampo di genio tra due Artisti (con la maiuscola del caso)" ... "a tratti ironico, fatto di ricordi personali ed amori inconfessabili". Negli anni a venire la coppia Teho Teardo & Blixa Bargeld produrrà ancora due EP intitolati Spring (Specula, 2014) e Fall (Specula, 2017) ed un album intitolato Nerissimo.
Nel 2019 compone la sigla del programma tv Un giorno in pretura.

## Discografia

### Da solista
- 1985 - The Birth Of The Day
- 1986 - Coliga Matari (come M.T.T.)
- 1986 - Devayana
- 1987 - Abraxa (come M.T.T.)
- 1990 - Caught From Behind (con Nurse With Wound & Ramleh) (come M.T.T.)
- 1991 - Come In / Evil Twin (split con Skullflower) (come M.T.T.)
- 1991 - Crystal Revenge / Paid In Full (split con Ramleh)
- 2005 - Tower / Microphone
- 2009 - Voyage Au Bout De La Nuit
- 2010 - Soundtrack Work 2004-2008
- 2011 - Santarcangelo (split con J. G. Thirlwell)
- 2013 - Music for Wilder Mann
- 2014 - Ballyturk
- 2015 - Le Retour À La Raison
- 2019 - Grief Is The Thing With Feathers
- 2020 - Ellipses Dans L’Harmonie (Lumi Al Buio)

### Meathead
- 1992 - Street Knowledge
- 1994 - Bored Stiff
- 1996 - Meathead Against the World
- 1997 - Protect Me From What I Want

### Circus of Pain
- 1994 - The Swamp Meat Intoxication

### Matera
- 1996 - Same Here
- 1996 - Pure Remixes

### Here
Album
- 1998 - Brooklyn Bank (Sonica, 300 494-2)

EP
- 1999 - A Bit Of Red EP (Sonica, 300 167-2, Mercury)

Singoli
- 1998 - Apart (Sonica, 300 489-2, Mercury)

### Operator
- 2003 - Welcome To The Wonderful World

### Modern Institute
- 2006 - Excellent Swimmer

### Erik Friedlander & Teho Teardo
- 2006 - Giorni Rubati

### Teho Teardo & Blixa Bargeld
Album
- 2013 - Still Smiling
- 2016 - Nerissimo
- 2023 - Live in Berlin
- 2024 - Christian & Mauro

Singoli ed EP
- 2014 - Spring
- 2017 - Fall

### Compilation
- Il Pranzo Di Trimalchione (come M.T.T.)

## Musiche per teatro
- Rooms - Vacancy Room - Motus
- Ingiuria, una sequenza utile per imprecare - Versi cadenzati da Chiara Guidi (Socìetas Raffaello Sanzio) e musicati da Teho Teardo, tratti liberamente da testi di Claudia Castellucci. Con Alexander Bălănescu, Blixa Bargeld, Chiara Guidi, Teho Teardo.
- Viaggio al termine della notte - tratto dall'omonimo romanzo di Louis-Ferdinand Céline. Con Elio Germano.
- Paradiso XXXIII. Con Elio Germano, regia dì Simone Ferrari e Lulu Helbaek.

## Colonne sonore

### Cinema
- Denti, regia di Gabriele Salvatores (2000)
- Alice è in paradiso, regia di Guido Chiesa (2002) - documentario
- Il fuggiasco, regia di Andrea Manni (2003)
- Lavorare con lentezza, regia di Guido Chiesa (2004)
- L'amico di famiglia, regia di Paolo Sorrentino (2006)
- Voce del verbo amore, regia di Andrea Manni (2007)
- La ragazza del lago, regia di Andrea Molaioli (2007)
- Le pere di Adamo, regia di Guido Chiesa (2007) - documentario
- Lezioni di cioccolato, regia di Claudio Cupellini (2007)
- La rabbia, regia di Louis Nero (2008)
- Il divo, regia di Paolo Sorrentino (2008)
- Il passato è una terra straniera, regia di Daniele Vicari (2008)
- La cosa giusta, regia di Marco Campogiani (2009)
- Gorbaciof, regia di Stefano Incerti (2010)
- Una vita tranquilla, regia di Claudio Cupellini (2010)
- Il gioiellino, regia di Andrea Molaioli (2011)
- Rasputin, regia di Louis Nero (2011)
- Diaz - Don't Clean Up This Blood, regia di Daniele Vicari (2012)
- Noi non siamo come James Bond, regia di Mario Balsamo (2012)
- L'estate sta finendo, regia di Stefano Tummolini (2013)
- Slam - Tutto per una ragazza, regia di Andrea Molaioli (2016)
- Senza lasciare traccia, regia di Gianclaudio Cappai (2016)
- The Space Between regia di Ruth Borgobello (2016)
- Caffè, regia di Cristiano Bortone (2016)
- L'amore rubato, regia di Irish Braschi (2016)
- Parlami di Lucy, regia di Giuseppe Petitto (2017)
- Finché c'è prosecco c'è speranza, regia di Antonio Padovan (2017)
- Respiri, regia di Alfredo Fiorillo (2018)
- The Nest (Il nido), regia di Roberto De Feo (2019)
- Il giorno e la notte, regia di Daniele Vicari (2021)
- Ti mangio il cuore, regia di Pippo Mezzapesa (2022)
- Orlando, regia di Daniele Vicari (2022)
- Delta, regia di Michele Vannucci (2022)
- In the Fire, regia di Conor Allyn (2023)
- Palazzina Laf, regia di Michele Riondino (2023)

### Televisione
- Sono stati loro - 48 ore a Novi Ligure, regia di Guido Chiesa – documentario TV (2003)
- Crimini – serie TV, 1 episodio (2006)
- Quo vadis, baby?, regia di Guido Chiesa – miniserie TV (2008)
- Prima che la notte, regia di Daniele Vicari – film TV (2018)
- Bella da morire, regia di Andrea Molaioli – miniserie TV (2020)
- L'Alligatore, regia Daniele Vicari e Emanuele Scaringi – serie TV (2020)
- Fedeltà, regia Andrea Molaioli e Stefano Cipani - serie Netflix (2022)
- Natale a tutti i costi, regia di Giovanni Bognetti - film Netflix (2022)

## Riconoscimenti
Ente dello Spettacolo, Rivista del Cinematografo Awards 2007
Ciak d'oro Migliore colonna sonora per Lavorare con lentezza
David di Donatello 2009 per Il Divo
PIMI 2013, premio miglior album Still Smiling
Irish Theatre Awards 2014, Best Sound Design
62 Pula Film Festival 2015, miglior colonna sonora You carrie me
Premio Rota 2023
Premio Internazionale Cinearti La chioma di Berenice, 2023 XXIV edizione, pregio Migliore Compositore per Ti mangio il cuore 
Nastro d'argento 2023 – Candidatura alla migliore colonna sonora per Delta e Orlando
Mammoth Film Festival 2024, Achievement in Filmmaking MUSIC